# Norbert Ozimek

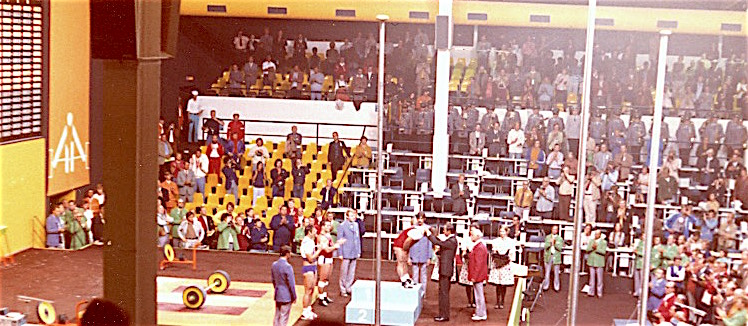
Olympische Spiele München 1972, Konstantin II. von Griechenland übergibt die Medaillen

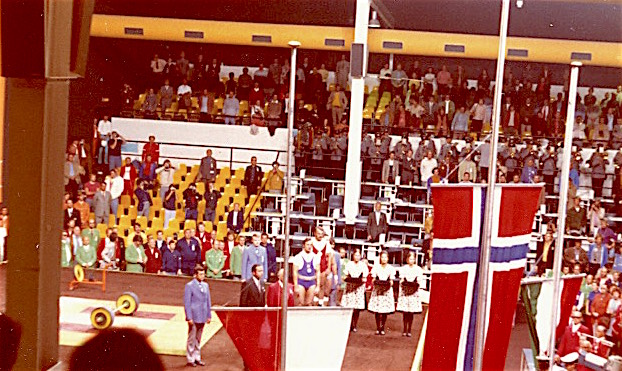
Siegerehrung, Norbert Ozimek mit Silbermedaille

Norbert Wojciech Ozimek (* 24. Januar 1945 in Warschau) ist ein ehemaliger polnischer Gewichtheber.

## Werdegang
Norbert Ozimek wuchs in Warschau auf und begann als Jugendlicher mit der Leichtathletik. Im Weitsprung schaffte er 1960 mit 6,30 m einen polnischen Jugendrekord seiner Altersklasse. Als nach den Olympischen Spielen 1960 der bekannte Trainer August Dziedzic Jugendliche aufrief zum Gewichtheben zu kommen, meldete er sich und begann an der Hochschule für Leibesübungen in Warschau mit Gewichten zu trainieren. Unter August Dziedzic entwickelte er sich sehr schnell. 1962 wurde er, inzwischen Angehöriger von Legia Warschau, bereits polnischer Juniorenmeister im Mittelgewicht mit 320 kg im Dreikampf und 1963 im Leichtschwergewicht mit 370 kg. 1964 steigerte er sich bereits auf 440 kg, wurde aber nicht mit zu den Olympischen Spielen nach Tokio genommen. 1965 aber erfolgte sein erster internationaler Einsatz und noch im gleichen Jahr wurde er Weltmeister in Teheran. Bis 1973 hob er dann immer in der Weltspitze mit und gewann zwei olympische Medaillen.
Norbert Ozimek absolvierte eine Schlosserlehre, studierte an einem Polytechnikum in  Warschau Ingenieurwissenschaften und absolvierte auch eine Trainerausbildung. Er ist noch heute in einem Warschauer Verein als Gewichtheber-Trainer tätig.

### Internationale Erfolge/Mehrkampf
(OS = Olympische Spiele, WM = Weltmeisterschaft, EM = Europameisterschaft, Ls = Leichtschwergewicht, Wettbewerbe bis 1972 im olympischen Dreikampf, bestehend aus Drücken, Reißen und Stoßen, ab 1973 im Zweikampf, bestehend aus Reißen und Stoßen)
| Jahr | Platz  | Wettbewerb             | Gewichtsklasse | |
| 1965 | 3.     | EM in Sofia            | Leichtschwer   | mit 445 kg, hinter Alexander Kidjajew, UdSSR, 467,5 kg, Hans Zdražila, CSSR, 460 kg und vor Géza Tóth, Ungarn, 435 kg    |
| 1965 | 1.     | WM in Teheran          | Leichtschwer   | mit 472,5 kg, vor Kidjajew, 460 kg und Jerzy Kaczkowski, Polen, 445 kg                                                   |
| 1966 | 2.     | Baltic-Cup             | Leichtschwer   | mit 455 kg, hinter Wladimir Beljajew, UdSSR, 455 kg u. vor Karl Arnold (Gewichtheber), DDR, 450 kg                       |
| 1966 | 5.     | WM + EM in Berlin      | Leichtschwer   | mit 455 kg, hinter Wladimir Beljajew, 485 kg, Győző Veres, Ungarn, 485 kg, Hans Zdražila, 465 kg und Karl Arnold, 460 kg |
| 1968 | 2.     | EM in Leningrad        | Leichtschwer   | mit 470 kg, hinter Boris Selitski, UdSSR, 472,5 kg und vor Karl Arnold, 465 kg                                           |
| 1968 | Bronze | OS in Mexiko-Stadt     | Leichtschwer   | mit 472,5 kg, hinter Boris Selitzki, 485 kg und Wladimir Beljajew, 485 kg                                                |
| 1969 | 4.     | WM + EM (3.) in Sofia  | Leichtschwer   | mit 475 kg, hinter Masushi Ōuchi, Japan, 487,5 kg, Károly Bakos, Ungarn, 487,5 kg und Boris Selitski, 482,5 kg           |
| 1970 | 1.     | Grand Prix von Teheran | Leichtschwer   | mit 465 kg, vor Wladimir Beljajew, 460 kg und Pourdebzhan, Iran, 440 kg                                                  |
| 1970 | 2.     | WM in Columbus/USA     | Leichtschwer   | mit 482,5 kg, hinter Gennadi Iwantschenko, UdSSR, 505 kg und vor David Rigert, UdSSR, 482,5 kg                           |
| 1972 | 4.     | EM in Constanța        | Leichtschwer   | mit 485 kg, hinter Boris Pawlow, UdSSR, 512,5 kg, Leif Jensen, Norwegen, 505 kg und Kaarlo Kangasniemi, Finnland, 495 kg |
| 1972 | Silber | OS in München          | Leichtschwer   | mit 497,5 kg, hinter Leif Jensen, 507,5 kg und vor György Horváth, Ungarn, 495 kg                                        |
| 1973 | 2.     | Großer Preis von Paris | Mittelschwer   | mit 327,5 kg, hinter Andon Nikolow, Bulgarien, 345 kg und vor Pierre Gourrier, Frankreich, 322,5 kg                      |
| 1973 | 7.     | WM in Havanna          | Mittelschwer   | mit 342,5 kg, Sieger: David Rigert, UdSSR, 365 kg, vor Wassili Kolotow, UdSSR, 360 kg                                    |

### Medaillen Einzeldisziplinen
(werden seit 1969 vergeben)
- WM-Silbermedaillen: 1969 im Reißen – 1970 im Drücken – 1972 im Stoßen
- EM-Goldmedaillen: 1969 im Reißen – 1970 im Reißen
- EM-Bronzemedaillen: 1970 im Drücken – 1972 im Stoßen

### Polnische Meisterschaften
- 1964, 2. Platz, Ls, mit 435 kg,
- 1965, 2. Platz, Ls, mit 437,5 kg,
- 1966, 1. Platz, Ls, mit 462,5 kg,
- 1967, 1. Platz, Ls, mit 465 kg,
- 1968, 1. Platz, Ls, mit 470 kg,
- 1969, 1. Platz, Ls, mit 470 kg,
- 1971, 1. Platz, Ls, mit 465 kg,
- 1973, 2. Platz, Ms, mit 320 kg,
- 1974, 2. Platz, Ms, mit 345 kg

### Weltrekorde
(im Leichtschwergewicht, bis 82,5 kg Körpergewicht, erzielt)
im beidarmigen Reißen:
- 148 kg, 1965 in Teheran,
- 149 kg, 1967 in Esaki

## Weblink
- Porträt von Norbert Ozimek

| Personendaten    | Personendaten                                 |
| ---------------- | --------------------------------------------- |
| NAME             | Ozimek, Norbert                               |
| ALTERNATIVNAMEN  | Ozimek, Norbert Wojciech (vollständiger Name) |
| KURZBESCHREIBUNG | polnischer Gewichtheber                       |
| GEBURTSDATUM     | 24. Januar 1945                               |
| GEBURTSORT       | Warschau                                      |